# Комбинированная езда
Комбинированная езда — обслуживание локомотивов на определённых участках тягового плеча постоянно прикреплёнными и сменными бригадами.

## Описание метода
Постоянно прикреплённые бригады обслуживают локомотивы на участке от основного депо до пункта подмены. Сменные бригады — от пункта подмены до оборотного депо. Локомотив следует без отцепки от поезда по всему тяговому плечу.

## Преимущества и недостатки метода
При комбинированной езде удлиняются тяговые плечи и исключаются простои локомотивов в оборотных депо в ожидании отдыха локомотивных бригад. Всё это улучшает использование локомотивов, но значительно затрудняет планирование работы и отдыха постоянно прикреплённых бригад и требует строго определённого места расположения пункта подмены, что не всегда осуществимо, поэтому комбинированная езда применяется довольно редко.
На территории СНГ характерным примером комбинированной езды является обслуживание плеча Киев-Пассажирский — Сухиничи-Главные бригадами основного депо (ТЧ Киев-Пассажирский) на участках Киев-Пассажирский — Конотоп или Киев-Пассажирский — Брянск, со сменой на бригаду другого депо (ТЧ Конотоп, ТЧ Брянск) в пунктах смены локомотивных бригад.

## История
Впервые комбинированная езда была введена в России в 1905 году на Казанской железной дороге, широко применялась в СССР в 1950-е годы.